# Élections municipales de 2007 à Séville
Les élections municipales de 2007 à Séville (en espagnol : elecciones municipales de 2007 en Sevilla) se tiennent le dimanche 27 mai 2007, afin d'élire les 33 conseillers municipaux de Séville pour un mandat de quatre ans.

## Contexte
Le 7 juin 2003, à la suite des élections municipales du 25 mai, le Parti socialiste et la Gauche unie s'entendent pour former une coalition, au lendemain d'un accord passé au niveau de toute l'Andalousie par leurs directions régionales respectives.
Le maire socialiste sortant, Alfredo Sánchez Monteseirín, est réélu par le conseil municipal par 17 voix favorables le 14 juin. C'est alors la première fois depuis douze ans que le Partido Andalucista est exclu du gouvernement local.

## Mode de scrutin

### Conditions de candidature
Peuvent présenter des candidatures, : 
- les partis et fédérations de partis inscrits auprès des autorités ;
- les coalitions de partis et/ou fédérations inscrites auprès de la commission électorale au plus tard dix jours après la convocation du scrutin ;
- et les électeurs de la commune, s'ils représentent au moins 5 000 parrainages.

### Répartition des sièges
Le nombre de conseillers municipaux est établi en fonction de la population de la commune. Les communes de plus de 100 001 habitants comptent 25 conseillers et un conseiller supplémentaire pour 100 000 habitants ou fraction, ainsi qu'un conseiller supplémentaire si le total de conseillers municipaux constitue un nombre pair. Séville comptant officiellement 704 414 habitants recensés à la fin de l'année 2006, elle dispose de 33 conseillers municipaux.
Seules les listes ayant recueilli au moins 5 % des suffrages valides — qui constitue le total des suffrages exprimés et des bulletins blancs — peuvent participer à la répartition des sièges à pourvoir dans cette même circonscription, qui s'organise en suivant différentes étapes : 
- les listes sont classées en une colonne par ordre décroissant du nombre de suffrages obtenus ;
- les suffrages de chaque liste sont divisés par 1, 2, 3... jusqu'au nombre de députés à élire afin de former un tableau ;
- les mandats sont attribués selon l'ordre décroissant des quotients ainsi obtenus[7],[8],[9].

### Élection du maire
Le maire est élu par le conseil municipal, parmi les conseillers municipaux ayant occupé la première place de leurs listes respectives. Est élu maire celui qui recueille le soutien de la majorité absolue des conseillers. Si aucun candidat n'atteint cette majorité, le conseiller municipal ayant occupé la première place de la liste qui a recueilli le plus grand nombre de suffrages est proclamé maire.

## Campagne

### Principales listes
| Force politique | Force politique                                                                                              | Force politique | Idéologie                                                          | Tête de liste                                     | Résultats en 2003       |
| --------------- | --- | --------------- | ------------------------------------------------------------------ | ------------------------------------------------- | ----------------------- |
|                 | Parti socialiste ouvrier espagnol (es) Partido Socialista Obrero Español                                     | PSOE            | Centre gauche Social-démocratie, progressisme                      | Alfredo Sánchez Monteseirín (Maire)               | 38,6 % des voix 14 élus |
|                 | Parti populaire (es) Partido Popular                                                                         | PP              | Centre droit à droite Libéral-conservatisme, démocratie chrétienne | Juan Ignacio Zoido                                | 32,5 % des voix 12 élus |
|                 | Partido Andalucista (fr) Parti andalouciste                                                                  | PA              | Centre gauche Social-démocratie, fédéralisme, nationalisme         | Agustín Villar Iglesias (es)                      | 12,3 % des voix 4 élus  |
|                 | Gauche unie Les Verts – Appel pour l'Andalousie (es) Izquierda Unida Los Verdes - Convocatoria por Andalucía | IULV-CA         | Gauche Communisme, écologisme, nationalisme                        | Antonio Rodrigo Torrijos (es) (Cinquième adjoint) | 7,8 % des voix 2 élus   |

## Résultats
|                        |                                                           |         |       |      |        |               |  |  |  |  |  |  |  |  |
| Parti                  | Parti                                                     | Voix    | %     | +/-  | Sièges | +/-           |  |  |  |  |  |  |  |  |
|                        | Parti populaire (PP)                                      | 128 776 | 41,84 | 6,64 | 15     | 3             |  |  |  |  |  |  |  |  |
|                        | Parti socialiste ouvrier espagnol (PSOE)                  | 124 534 | 40,46 | 1,86 | 15     | 1             |  |  |  |  |  |  |  |  |
|                        | Gauche unie Les Verts – Appel pour l'Andalousie (IULV-CA) | 25 772  | 8,37  | 0,60 | 3      | en stagnation |  |  |  |  |  |  |  |  |
|                        | Partido Andalucista (PA)                                  | 13 839  | 4,50  | 7,82 | 0      | 4             |  |  |  |  |  |  |  |  |
|                        | Les Verts 2007 (es) (LV 2007)                             | 3 207   | 1,04  | 0,30 | 0      | en stagnation |  |  |  |  |  |  |  |  |
|                        | Parti socialiste d'Andalousie (es) (PSA)                  | 2 179   | 0,71  | 0,17 | 0      | en stagnation |  |  |  |  |  |  |  |  |
|                        | Autres partis                                             | 3 385   | 1,01  | -    | 0      | -             |  |  |  |  |  |  |  |  |
|                        | Vote blanc                                                | 6 110   | 1,99  | 0,48 |        |               |  |  |  |  |  |  |  |  |
|                        |                                                           |         |       |      |        |               |  |  |  |  |  |  |  |  |
| Suffrages exprimés     | Suffrages exprimés                                        | 307 802 | 99,61 |      |        |               |  |  |  |  |  |  |  |  |
| Votes nuls             | Votes nuls                                                | 1 197   | 0,39  |      |        |               |  |  |  |  |  |  |  |  |
| Total                  | Total                                                     | 308 999 | 100   | -    | 33     | en stagnation |  |  |  |  |  |  |  |  |
| Abstention             | Abstention                                                | 256 991 | 45,42 |      |        |               |  |  |  |  |  |  |  |  |
| Inscrits/Participation | Inscrits/Participation                                    | 565 792 | 54,58 |      |        |               |  |  |  |  |  |  |  |  |

## Suites
Le 13 juin 2007, les directions régionales du Parti socialiste et de la Gauche unie s'entendent pour former des coalitions dans 110 municipalités sur les 121 possibles, incluant notamment Séville. Le pacte est formellement ratifié, publiquement, deux jours plus tard.
Lors de la séance d'installation du conseil municipal, le 16 juin, le maire socialiste sortant, Alfredo Sánchez Monteseirín, est réélu pour un troisième mandat, une première depuis les débuts de la Transition.